# GS Водолея
GS Водолея (лат. GS Aquarii) — двойная затменная переменная звезда типа W Большой Медведицы (EW) в созвездии Водолея на расстоянии приблизительно 2905 световых лет (около 891 парсека) от Солнца. Видимая звёздная величина звезды — от +13,6m до +13,1m. Орбитальный период — около 0,3741 суток (8,9776 часов).

## Характеристики
Первый компонент — жёлто-белая звезда спектрального класса F. Эффективная температура — около 6814 К.